# Majantja FC
O Majantja FC é um clube de futebol com sede em Mohale's Hoek, Lesoto. A equipe compete na Lesotho Premier League.

## História
O clube conquistou dois títulos nacionais.

## Títulos
Lesotho Premier League (2): 1971, 1995